# Венейбл, Эвелин
Эвелин Венейбл (англ. Evelyn Venable, 18 октября 1913 — 15 ноября 1993) — американская актриса.

## Биография
Родилась 18 октября 1913 года в Цинциннати единственным ребёнком в семье учителя английского языка Эмерсона Венейбла и его супруги Долорес. Была внучкой писателя и учителя английского языка Уильяма Генри Венейбла (1836—1920). После окончания школы училась в колледже Вассар в штате Нью-Йорк, а затем поступила в Университет Цинциннати. Её актёрская карьера стартовала ещё во время учёбы школе, где Венейбл играла в постановках «Ромео и Джульетта» и «Как вам это понравится». Будучи студенткой университета она участвовала в гастрольных спектаклях Уолтера Хампдена «Сирано де Боржерак» и «Гамлет».
Во время гастролей в Лос-Анджелесе ей было предложено несколько предложений на съёмки в кино, и в 1932 году она подписала контракт с «Paramount Pictures». За последующие десять лет своей кинокарьеры, актриса снялась в 23 фильмах, среди которых «Смерть берёт выходной» (1934), «Маленький полковник» (1935) и «Элис Адамс» (1935), а также стала моделью женщины с факелом в руке для логотипа «Columbia Pictures». В 1940 году Венейбл озвучивала Синюю Фею мультфильме студии «Walt Disney» «Пинокио».
В 1934 году на съёмках одного из фильмов она познакомилась с кинооператором Хэлом Мором, за которого в том же году вышла замуж. У пары было двое дочерей — Долорес и Розалия. В 1943 году Венейбл ушла из кино, посвятив себя семье и воспитанию детей. В дальнейшем она окончила Калифорнийский университет в Лос-Анджелесе, где впоследствии стала преподавать на курсе классических греческих пьес. Несмотря на свой уход Венейбл продолжала появляться в кино до 1947 года играя малозаметные роли. Эвелин Венейбл умерла в 1993 году от рака в возрасте 80 лет в городе Кер-д’Ален, штат Айдахо. Её вклад в американскую киноиндустрию отмечен звездой на Голливудской аллее славы.